# Verapamil
Verapamil (merknaam Isoptin) is een geneesmiddel behorende tot de groep van de fenylalkylamines, een klasse der calciumblokkers. Het wordt toegepast om vaatverwijding te veroorzaken bijvoorbeeld bij hart- en vaatziekten en is ook aanwendbaar bij migraine en clusterhoofdpijn.
Verapamil wordt met name gebruikt bij een hoge bloeddruk (hypertensie) en heeft een negatief inotroop effect op het hart.
Wegens interacties met heel veel geneesmiddelen via het CYP3A4 en het p-glycoproteïne is het een gevaarlijk en lastig toe te passen geneesmiddel.
De stof is opgenomen in de lijst van essentiële geneesmiddelen van de WHO.